# Rakoszyn
Rakoszyn – wieś w Polsce położona w województwie świętokrzyskim, w powiecie jędrzejowskim, w gminie Nagłowice. Leży na północ od Wzgórza Świętego Floriana.
| SIMC    | Nazwa        | Rodzaj     |
| ------- | ------------ | ---------- |
| 0254930 | Baraki       | przysiółek |
| 0254930 | Korea        | część wsi  |
| 0254918 | Okupniki     | część wsi  |
| 0254947 | Podsieńszcze | przysiółek |
| 0254924 | Resztówka    | część wsi  |

W latach 1954-1959 wieś była siedzibą gromady Rakoszyn, po jej zniesieniu w gromadzie Nagłowice W latach 1975–1998 miejscowość administracyjnie należała do województwa kieleckiego.
Do wojewódzkiego rejestru zabytków wpisane są:
- drewniany kościół parafialny pw. św. Stanisława Biskupa, wzniesiony w latach 1779–1780 (nr rej.: A.123 z 2.10.1956 i z 11.02.1967)
- park dworski z przełomu XIX/XX w. (nr rej.: A.124 z 5.12.1957 i z 7.07.1977).